# Skoky (Žlutice)
Skoky, původně Skok a dříve také Mariánské Skoky (německy Maria Stock), jsou bývalá obec, nyní část města Žlutice v okrese Karlovy Vary v Karlovarském kraji. Leží nad žlutickou přehradní nádrží ve svahu na terase nad údolím řeky Střely. Do současnosti se zachovaly ruiny bývalého hostince, hřbitova, jedné stodoly a zejména barokní poutní kostel Navštívení Panny Marie, poškozený četnými loupežemi. Zdejší poutní obraz Panny Pomocné Marie dal vzniknout známému úsloví „Panenko skákavá!“. Od roku 1982 (a podle jiných zdrojů 1983) zde trvale nikdo nežil.

## Historie

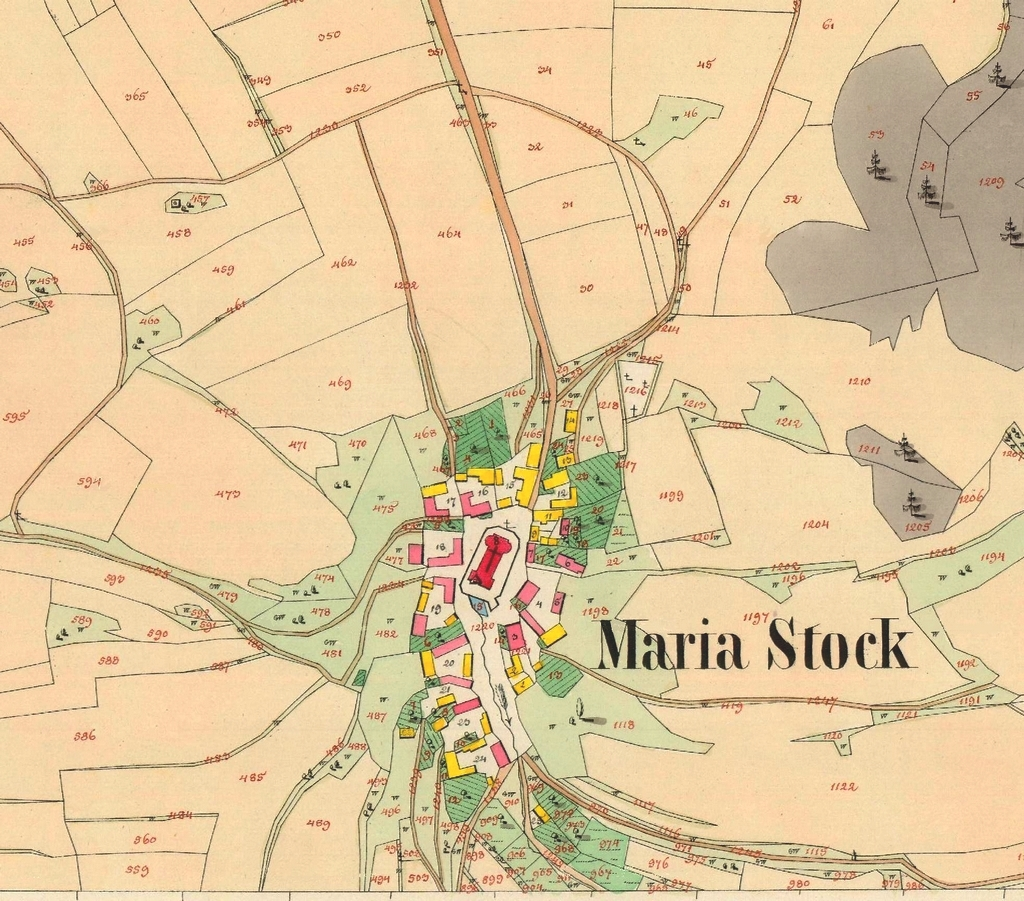
Obec Skoky na mapě stabilního katastru z roku 1841

První písemné zmínky o Skocích se objevují v roce 1518, kdy Egedius ze Štampachu daroval ves Skoky a tři selské dvory v Teleči své manželce Uršule, rozené z Reitenbachu, s tím, že po její smrti připadnou do vlastnictví fary v Lukách. V roce 1557 získal Skoky hrabě Šlik, a to jako součást nedalekého statku Údrč. Následně tento majetek rozdělil na dvě části. Ta část, která obsahovala Skoky, byla společně s Údrčí následně prodána Jáchymu Libštejnskému z Kolovrat a ten pak oba díly údrčského statku spojil. Skoky v dané době patřily k údrčské faře, která byla protestantská, a tím byla ovlivněna i víra poddaných.
V roce 1623 koupil statek Údrč horlivý katolík a protireformní komisař Severin Thalo z Horštejna, který své poddané opět rekatolizoval. 16. června 1629 Severin Thalo prodal statek Juliovi Jindřichovi, vévodovi sasko-lauenburskému, který je připojil ke svému toužimskému panství. V této době (1652) žilo ve vsi 52 poddaných. V letech 1689–1789 patřilo panství markrabatům z Baden-Badenu. Poté panství jako odúmrť připadlo královské komoře, která je roku 1791 rozparcelovala a propachtovala. Zbytek údrčského statku s patronátním právem ke skokovskému kostelu následně vlastnilo v průběhu dalších let mnoho majitelů. Počet obyvatel Skoků začal vzrůstat, v roce 1869 měla obec 23 domů a 126 obyvatel. V roce 1900 měla již 27 domů a 144 obyvatel a v roce 1945 28 domů se 134 obyvateli. V obci byly také dva hostince, fara, škola a obchod. Působil zde spolek dobrovolných hasičů a Svaz venkovské mládeže. V letech 1938 až 1945 byly Skoky (v důsledku uzavření Mnichovské dohody) přičleněny k nacistickému Německu.

### Skoky po odsunu německých obyvatel

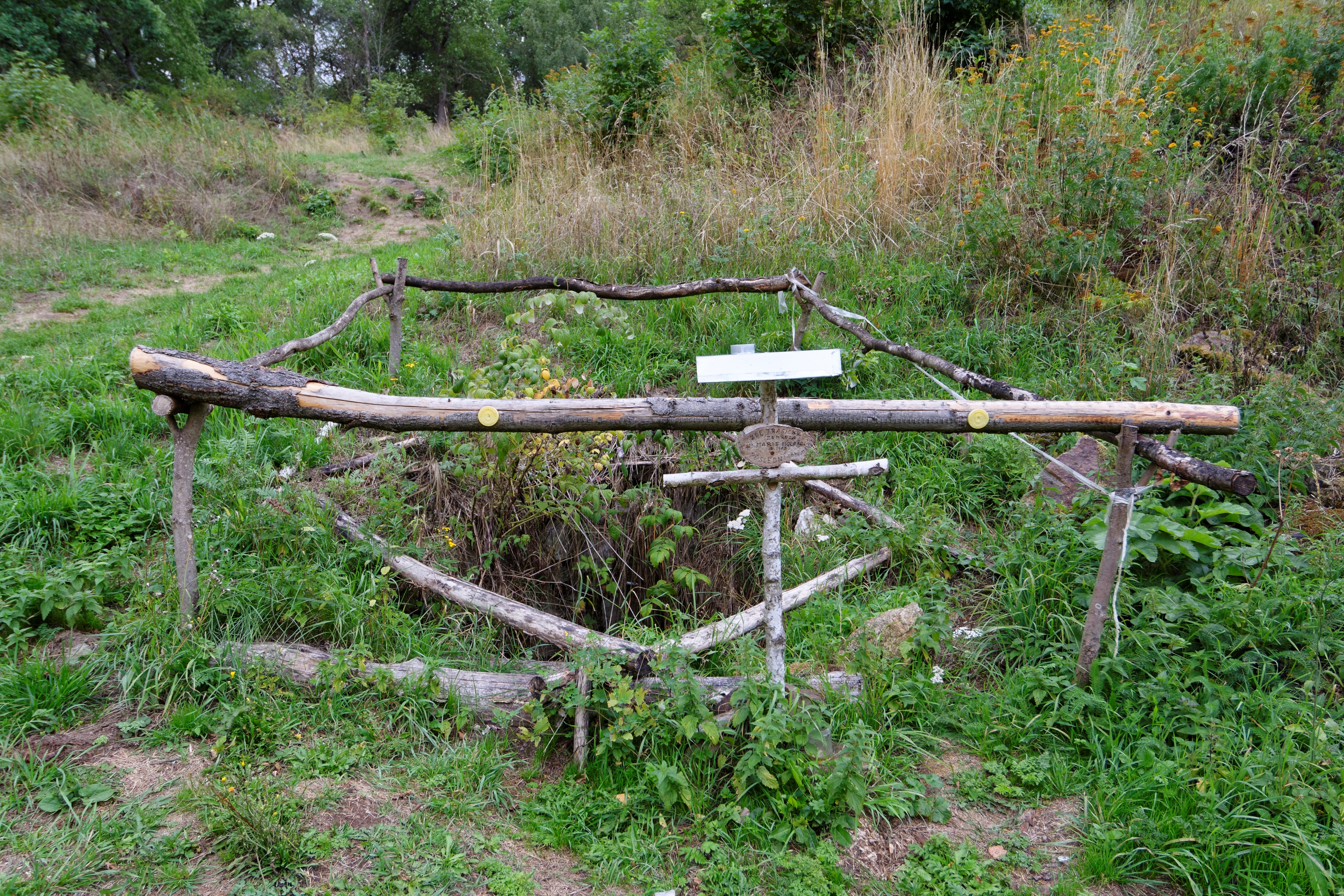
Místní studna, ve které tragicky zahynula poslední obyvatelka Skoků

Po roce 1945 však nastal odsun německé většiny obyvatel a část zdejších statků obsadili dosídlenci ze Slovenska. Ve Skocích zůstalo pouze 18 obydlených domů a 43 obyvatel. Někteří z nich však Skoky opustili poté, co odmítli vstoupit do JZD. Jejich majetky a později i majetek krachujícího JZD převzaly státní statky. Obec se již nepodařilo znovu plně osídlit, opuštěné domy pak byly postupně rabovány a strženy. V roce 1950 byla po internaci premonstrátských řeholníků opuštěna i zdejší fara. Farnost s kostelem pak spravoval žlutický římskokatolický farní úřad. Pro velmi nízký počet obyvatel byla obec 1. června 1957 zrušena a připojena k Ratiboři, s kterou následně byla v roce 1960 připojena ke Žluticím, jejichž místní částí je dodnes. V roce 1961 žilo ve Skocích již jen posledních 16 obyvatel. Definitivním koncem pro Skoky byl rok 1965, kdy byla zahájena výstavba žlutické přehradní nádrže na pitnou vodu. Skoky tím byly zcela odříznuty od okolního světa a zbylí obyvatelé, kromě jedné starší ženy, byli vystěhováni do okolních obcí. Zbytek vesnice kromě hostince (čp. 21), jedné stodoly, hřbitova, kapličky a kostela byl po roce 1970 srovnán se zemí. Poté, co roku 1982 (či 1983) zemřela i poslední obyvatelka, byl osud Skoků zpečetěn. Zbylé budovy ve vesnici začaly chátrat a začala je pohlcovat okolní příroda.

## Skoky jako poutní místo

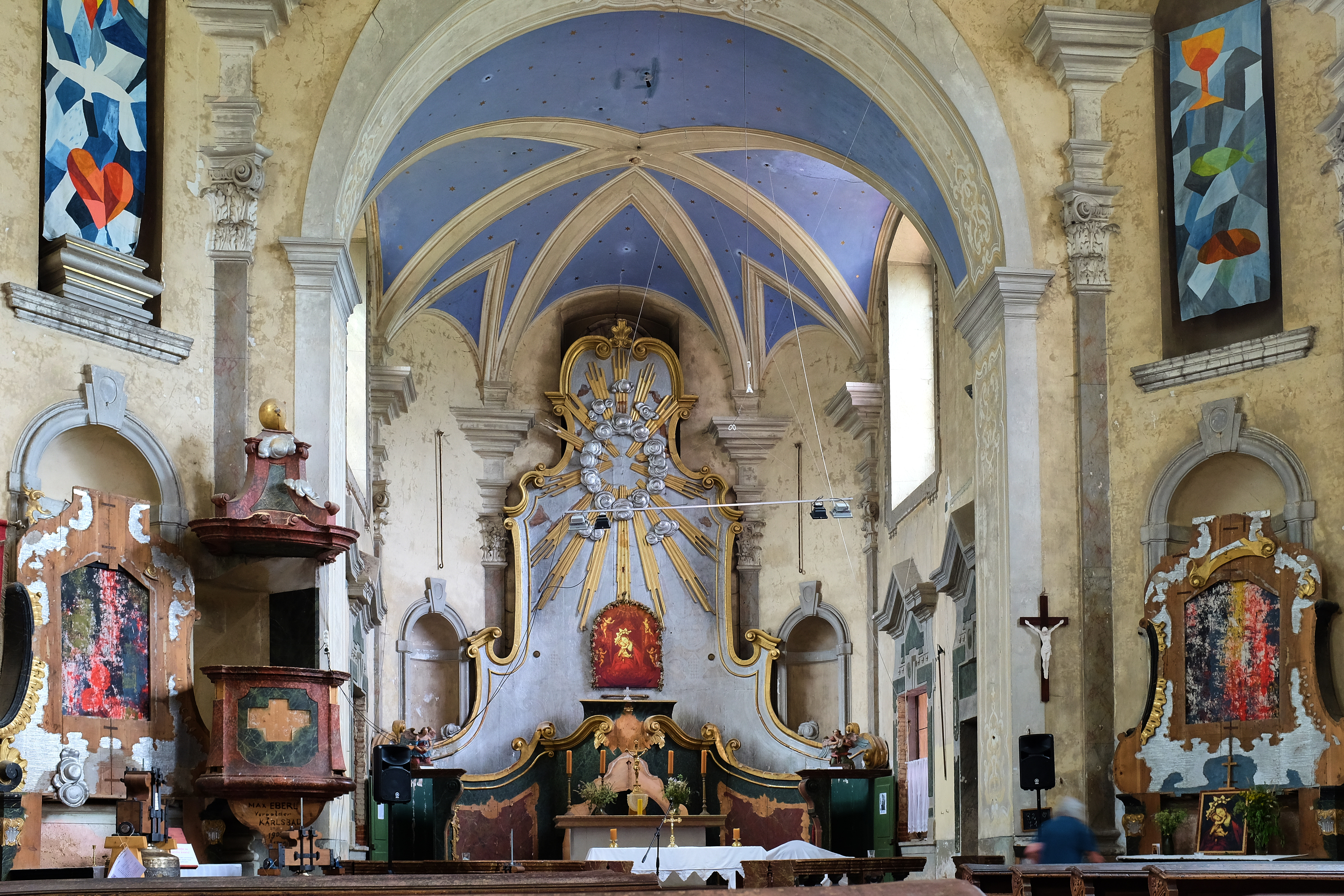
Pohled na přední část interiéru

V roce 1717 byla ve Skocích na popud žlutického děkana a tepelského premonstráta P. Johannese Ricka, OPraem., místním sedlákem Adamem Lienertem postavena kaple Panny Marie Pomocnice, do níž byl umístěna kopie milostného pasovského obrazu, zhotovená v témže roce toužimským malířem Johannem Wolfgangem Richterem. Kaple s obrazem se záhy stala mariánským poutním místem, které navštěvovalo až 40 000 poutníků ročně. Se stavbou kostela souvisel vleklý spor o patronátní práva mezi majiteli panství a patrony žlutické fary, do něhož zasáhl papež i panovník. V roce 1748 zřídili tepelští premonstráti u kostela svůj superiorát. V roce 1749 se Skoky staly lokálií a od roku 1857 samostatnou farností. K útlumu poutí došlo za vlády císaře Josefa II., během světových válek a po roce 1950. Po roce 1990 však dochází ke znovuoživování poutní tradice.

### Poutní kostel Navštívení Panny Marie
Poutní kostel Navštívení Panny Marie je jedinou zachovalejší stavbou ve Skocích. Kostel nahradil původní kapli a je barokní novostavbou z let 1736–1748, od stavitele Johanna Schmieda z Útviny. Jedná se o jednolodní obdélnou stavbu s postranními výběžky, sloužícími jako sakristie a panská oratoř, stavba stojí na zděné terase. V přední části kostela se nachází monumentální dvouvěžové hlavní průčelí. Klenby v hlavní lodi jsou dřevěné, podzemí kostela odvodňují dvě gravitační průlezné štoly. Vnitřní zařízení kostela původně tvořil atypický rokokový hlavní oltář baldachýnového typu z doby kolem roku 1760 a dva současné boční oltáře sv. Josefa a sv. Jana Nepomuckého. Za volně stojícím oltářem byl umístěn unikátní obrazový prospekt uzpůsobený pro poutní provoz a uctívání zdejšího obrazu Panny Marie Pomocné, byl koncipovaný jako symbolická nebesa. Tvoří jej kulisovitě řazené dřevěné stěny se svatozáří, oblaky, sochami andělů a holubicí Ducha svatého. Mezi předním rámem obrazu a zadní stěnou byl pohyblivě umístěný poutní obraz, přístupný poutníkům schodištěm mezi stěnami. V zadní stěně oltářního stolu se nachází třináct otvorů patrně pro vkládání zásuvek s drobnými devocionáliemi poutníků k jejich „posvěcení“.

## Současnost

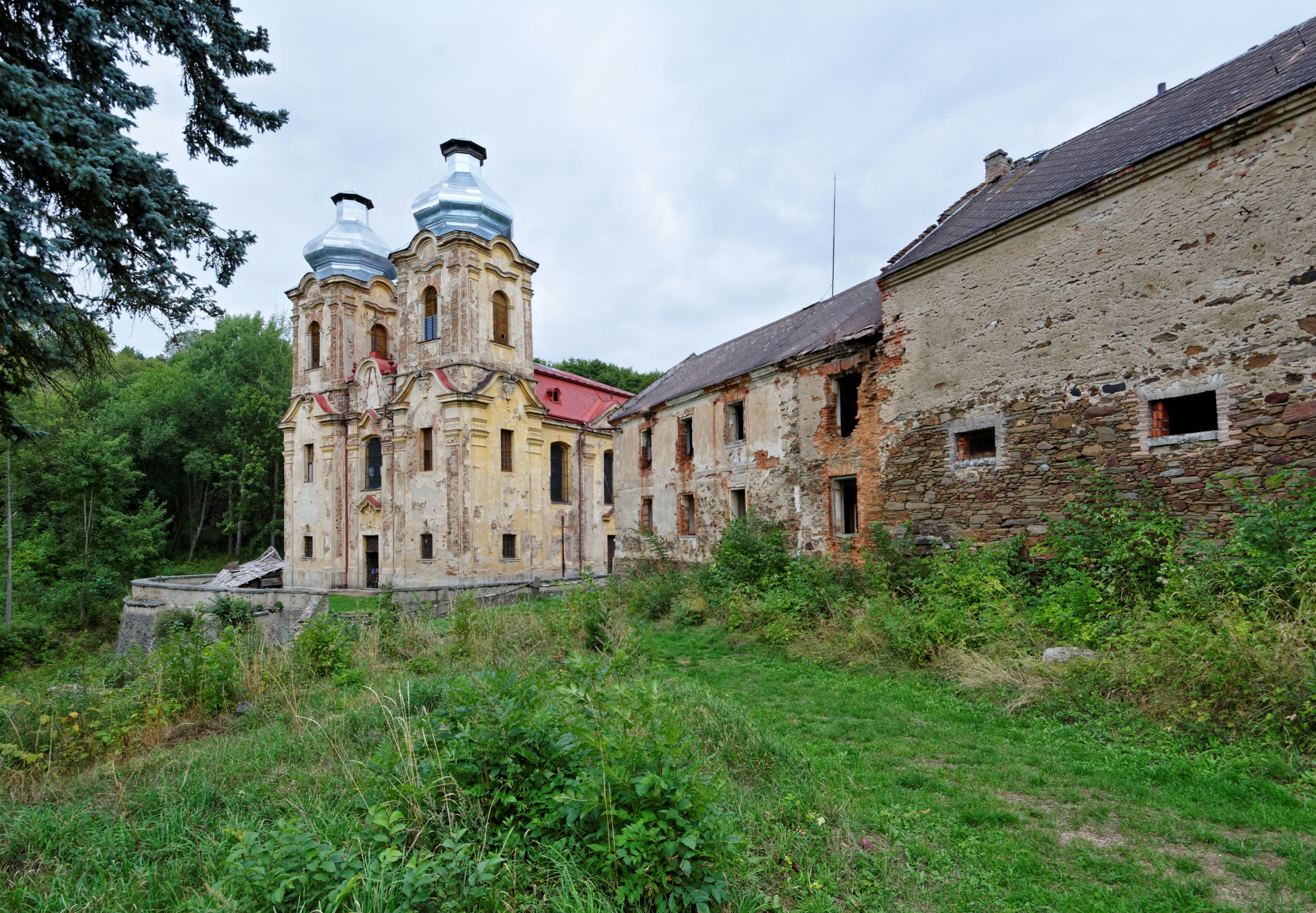
Poutní místo v roce 2015

O obnovu a oživení tohoto poutního místa se v současnosti stará spolek Pod střechou za podpory dobrovolníků a finančních dárců. V letech 2006 a 2010 byla díky darům a dotacím Karlovarského kraje a Ministerstva kultury provedena nejnutnější oprava věžních bání, které byly poničeny zloději, a sanktusníku. V roce 2010 byla k podpoře poutního místa otevřena 58 km dlouhá mariánská poutní trasa Skokovská stezka z kláštera v Teplé. V průběhu roku je kostel nepravidelně zpřístupňován, během poutní sezóny v červenci a srpnu zpravidla denně. Zejména během léta se zde pořádají církevní a kulturní akce.

## Obyvatelstvo
Při sčítání lidu v roce 1921 zde žilo 159 obyvatel (z toho 74 mužů) německé národnosti a římskokatolického vyznání. Podle sčítání lidu z roku 1930 měla vesnice 158 obyvatel: 157 Němců a jednoho cizince. Kromě dvou evangelíků byli členy římskokatolické církve.
| Rok            | 1869 | 1880 | 1890 | 1900 | 1910 | 1921 | 1930 | 1950 | 1961 | 1970 | 1980 | 1991 | 2001 | 2011 | 2021 |
| -------------- | ---- | ---- | ---- | ---- | ---- | ---- | ---- | ---- | ---- | ---- | ---- | ---- | ---- | ---- | ---- |
| Počet obyvatel | 126  | 149  | 159  | 144  | 154  | 159  | 158  | 43   | 16   | 2    | 2    | 0    | 0    | 0    | 0    |
| Počet domů     | 23   | 26   | 26   | 27   | 27   | 25   | 26   | 18   | 18   | 1    | 1    | 1    | 0    | 0    | 0    |

## Obecní správa
Při sčítání lidu v letech 1869–1950 Skoky byly samostatnou obcí, se kterým patřily nejprve do okresu Žlutice, ale v roce 1950 v okrese Toužim. Od roku 1960 jsou částí města Žlutice v okrese Karlovy Vary.

## Skoky v kultuře

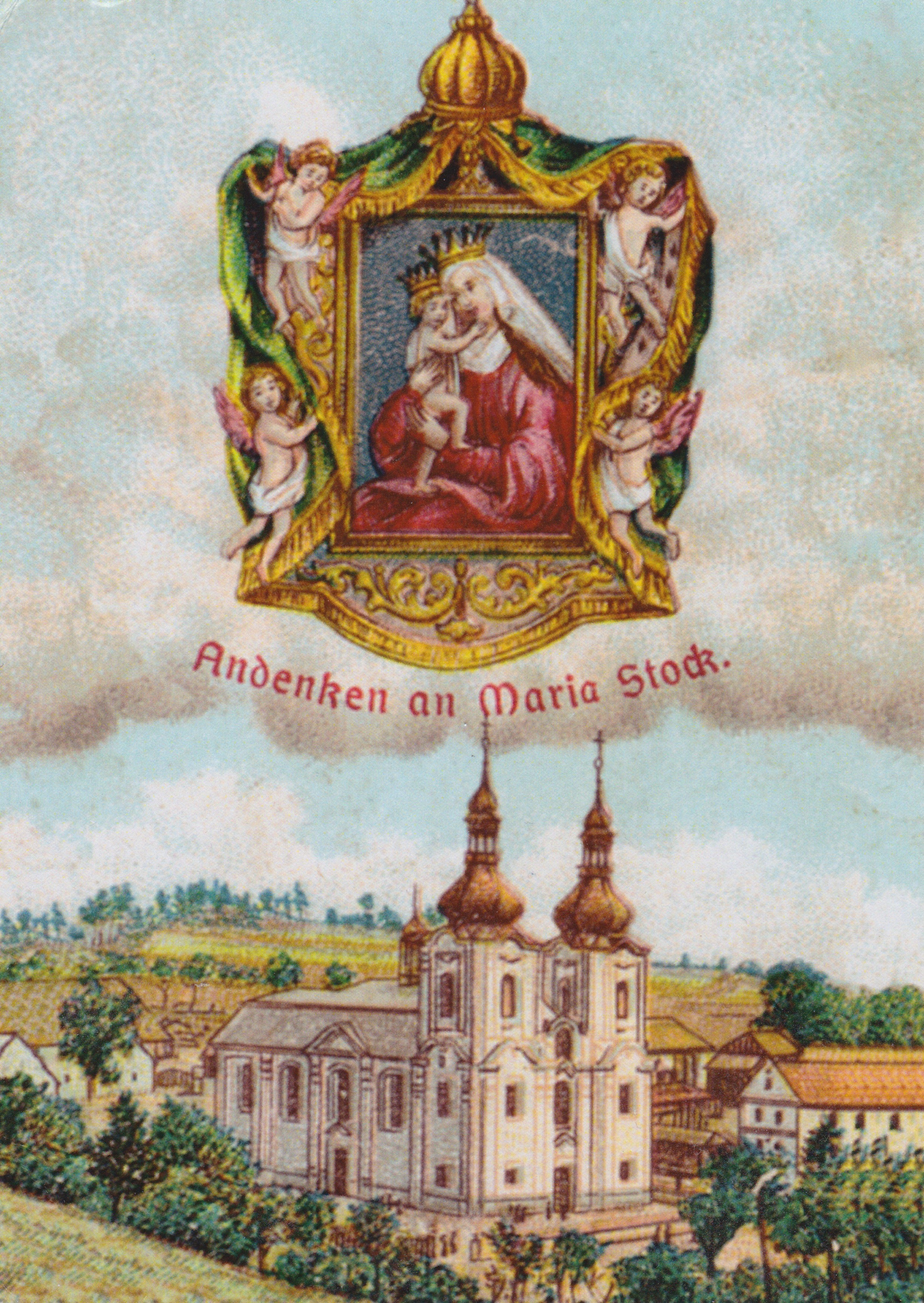
Pohlednice Skoků kolem roku 1930

Slávu poutního místa dokládá zlidovělé úsloví Panenko skákavá!. V 18. a 19. století vznikala řada kopií zdejšího zázračného obrazu a Skoky byly zobrazovány na devoční grafice. Kostel ve Skocích se stal inspirací Petru Linhartovi pro jeho píseň Maria Stock. Miroslav Dědič ve své knize z roku 2003 Kantor z Mářina dvora popisuje život v poválečných Skocích. Režisér Jan Březina ve Skocích v roce 2013 natočil svůj absolvenstský film Maria Stock.